# Taoxu (köping i Kina, Guangxi)
Taoxu (kinesiska: 陶圩镇, 陶圩) är en köping i Kina. Den ligger i den autonoma regionen Guangxi, i den södra delen av landet, omkring 83 kilometer öster om regionhuvudstaden Nanning. Antalet invånare är 53668. Befolkningen består av 25 738 kvinnor och 27 930 män. Barn under 15 år utgör 24,0 %, vuxna 15-64 år 62 %, och äldre över 65 år 12,0 %.
Genomsnittlig årsnederbörd är 2 217 millimeter. Den regnigaste månaden är juli, med i genomsnitt 400 mm nederbörd, och den torraste är januari, med 45 mm nederbörd.